# Alexandre Meyer
Pour les articles homonymes, voir Meyer.
Alexandre Meyer (Boulogne-Billancourt, 1966), fils de Georges Meyer et de Léone-Noëlle Meyer. De 1991 à 2005, il travaille au sein du groupe familial Galeries Lafayette pour les enseignes Monoprix, Galeries Lafayette, Nouvelles Galeries et BHV à différents postes et dans différentes villes de France.
Depuis 2006, il travaille au sein de la société Intencity qui crée et anime des incubateurs d'entreprises en région parisienne. Il est le frère du rabbin David Meyer et de Raphaël.

## Éléments biographiques
Alexandre Meyer est né à Boulogne-Billancourt en 1966. Il est le fils de Georges Meyer et Léone-Noëlle Meyer.
Il est diplômé de HEC Paris promo Tien-An-Men 1989, Contrôle de Gestion, mineure Stratégie.